# 브래드 렌프로
브래드 렌프로(Brad Renfro, 1982년 7월 25일 ~ 2008년 1월 15일)는 미국의 배우이다. 《죽음보다 무서운 비밀》(1998)로 1998년 제11회 도쿄 국제 영화제 남우주연상을 수상하였다.

## 어린 시절
테네시주 녹스빌 출신으로, 앤절라 데니즈 올슨과 공장 노동자 마크 렌프로의 아들이다. 5살 때 부모님이 이혼한 것을 계기로 친할머니 조앤 렌프로에게 거두어져 양육되었다.

## 사건 사고
1998년 코카인과 마리화나 소지로 체포되었으며, 2001년에는 요트를 훔치려다가 체포되어 보호 관찰 2년을 선고받았으며 벌금이 부과되었다. 그러나 2001년 미성년자 신분으로 음주를 하여 집행 유예 의무를 위반하였으며, 2002년 공공장소 주취와 무면허 운전으로 집행 유예 의무를 또 한 번 어기면서 체포되었다. 2005년 헤로인을 구입하려다가 체포되었으며, 2006년 음주 운전과 헤로인 구입 시도로 10일간 수감되었다. 2007년 장기 약물 치료 프로그램에 참여하지 않아 집행 유예 조건을 위배한 것으로 밝혀졌다.

## 사망
2008년 1월 15일, 25세때 로스앤젤레스 자택에서 급사하였다. 사인은 불의의 급성 헤로인·모르핀 중독이다. 3주 후 할머니 조앤도 노화로 타계했다.

## 출연 작품

### 영화
- 의뢰인 (1994)
- 톰과 허크 (1995, Tom and Huck)
- 굿바이 마이 프랜드 (1995)
- 슬리퍼스 (1996)
- 죽음보다 무서운 비밀 (1998)
- 불리 (2001)
- 판타스틱 소녀백서 (2001)
- 듀스 와일드 (2002)
- 더 재킷 (2005)
- 10번째 & 늑대 (2006)
- 인포머스 (2008)

### 텔레비전
- 로앤오더: 뉴욕 특수수사대 (2006)